# Larry Buchanan
Larry Buchanan, nato Marcus Larry Seale Jr. (Lost Prairie, 31 gennaio 1923 – Tucson, 2 dicembre 2004), è stato un regista, sceneggiatore e produttore cinematografico statunitense.
Molti dei suoi film sono inclusi nei principali elenchi dei peggiori film mai prodotti sebbene la maggior parte di essi abbia pareggiato il budget di produzione o abbia addirittura portato ad un sostanziale profitto. Nella sua autobiografia si è definito uno schlockmeister, ossia uno dei principali esponenti di quel cinema statunitense indipendente o semi-indipendente (da lui definito guerrilla filmmaking) nel contesto del quale si è soliti produrre film scadenti e dal budget irrisorio..

## Biografia
Buchanan è nato in Texas. Rimase orfano da bambino e fu allevato a Dallas in un orfanotrofio. È durante il periodo dell'infanzia che resta affascinato dai film proiettati nella sala del teatro dell'orfanotrofio. Dopo aver visitato Hollywood, ottiene un lavoro nel reparto di scenografia alla 20th Century Fox. Realizzò alcuni filmati per la United States Army Signal Corps durante la seconda guerra mondiale.
Nei primi anni cinquanta, Buchanan iniziò a produrre e a scrivere film propri. Il primo fu il corto The Cowboy nel 1951 ma è probabilmente più noto per la realizzazione di lungometraggi dei generi exploitation, fantascienza e horror, tra cui Free, White and 21, High Yellow, The Naked Witch, The Loch Ness Horror e Mistress of the Apes. Tra i suoi lavori, vi sono otto film per la televisione, realizzati dalla sua casa di produzione, l'Azalea Pictures, nella seconda metà degli anni sessanta, per la American International Pictures, che hanno creato un notevole seguito tra i fan del genere. Molti di questi titoli erano remake a colori di film della AIP realizzati nel decennio precedente.
Nel 1964, Buchanan realizzò The Trial of Lee Harvey Oswald, che presenta una storia alternativa riguardante l'attentato al presidente John F. Kennedy in cui l'attentatore Lee Harvey Oswald è sopravvissuto e viene messo sotto processo. Nel 1984 produsse Down on Us, in cui si avanzava l'ipotesi che il governo degli Stati Uniti fosse responsabile della morte di Jimi Hendrix, Jim Morrison e Janis Joplin.
Nel 1996 pubblicò la sua autobiografia intitolata It Came from Hunger: Tales of a Cinema Schlockmeister. Morì a Tucson nel 2004 mentre stava per terminare la realizzazione del suo ultimo lungometraggio, The Copper Scroll of Mary Magdalene, una storia basata su una interpretazione gnostica di Cristo. Dopo la sua morte, un lungo necrologio sul New York Times sintetizzò la sua vita artistica in questo modo: Una sola caratteristica accomuna tutte le produzioni di Buchanan: non è che i suoi film fossero brutti, è che essi erano tutti, in maniera profonda, impressionante e impenitente, brutti. La sua produzione richiama alla mente una celebre battuta di H. L. Mencken, il quale, descrivendo la prosa del presidente Warren Gamaliel Harding, dice: "È così brutta che una sorta di magnificenza vi si insinua all'interno".

## Filmografia
- The Cowboy (corto del 1951)
- Grubstake (1952)
- The Naked Witch (1961)
- Common Law Wife (1963)
- Free, White and 21 (1963)
- Naughty Dallas (1964)
- Under Age (1964)
- The Trial of Lee Harvey Oswald (1964)
- The Eye Creatures (1965)
- High Yellow (1965)
- Zontar: The Thing from Venus (1966)
- Curse of the Swamp Creature (1966)
- Sam (1967)
- Mars Needs Women (1967)
- In the Year 2889 (1967)
- Creature of Destruction (1967)
- Hell Raiders (1968)
- Comanche Crossing (1968)
- The Other Side of Bonnie and Clyde (1968)
- 'It's Alive!' (1969)
- Le fragole hanno bisogno di pioggia (Strawberries Need Rain) (1970)
- Un proiettile per Pretty Boy (A Bullet for Pretty Boy) (1970)
- Ciao Norma Jean (Goodbye, Norma Jean) (1976)
- Hughes and Harlow: Angels in Hell (1978)
- Mistress of the Apes (1979)
- The Loch Ness Horror (1981)
- Down on Us (1984)
- Buonanotte, dolce Marilyn (Goodnight, Sweet Marilyn) (1989)
- The Copper Scroll of Mary Magdalene (2004)

## Libri
- (EN) It Came from Hunger: Tales of a Cinema Schlockmeister, McFarland & Company, 1996, ISBN 078640194X.